# 118230 Sado
118230 Sado è un asteroide della fascia principale. Scoperto nel 1996, presenta un'orbita caratterizzata da un semiasse maggiore pari a 2,7142744 UA e da un'eccentricità di 0,2782620, inclinata di 11,10740° rispetto all'eclittica.